# Мелнишка българска община
 Тази статия е за българското сдружение.  За гръцкото вижте Мелнишка гръцка община.  
Мелнишката българска община е гражданско-църковно сдружение на българите екзархисти, създадено в XIX век в град Мелник, тогава в Османската империя.

## История
Не е известна точната дата на създаване на българската община в Мелник. Първите ѝ документирани прояви са от началото на 70-те години на XIX век, тоест след като е издаден ферманът за Екзархията. Поради факта, че Мелник е седалище на гръцка митрополия, едва ли българската община е създадена преди това. Свещеник Атанас Павлов е един от основателите и член на Мелнишката българска община. На 5 март 1873 година в къщата му в Мелник е открито първото българско училище в града с учител Петър Сарафов. Училището е посещавано от деца от града и от околните села. Наклеветен от гърци пред властите, Сарафов не успява да довърши годината и е принуден да напусне Мелник, като на негово място учител става Иван Козарев. След него преподават Спас Влахли от Влахи и Тома Николов от Неврокоп, при когото в навечерието на Руско-турската война, след нови гръцки клевети, училището отново е затворено, за да бъде отворено в 1881 година. По-късно Хаджи поп Димитър от Черешница дарява сграда за българското училище.
Като пратеник на мелнишката община Атанас Павлов обикаля повече от осем месеца из Цариград, Северна и Южна България да събира „волни помощи за въздигането на едно Българско народно училище в Мелник“. Първият „разпис“ е с дата 3 януари 1874 година от общината в Горна Джумая, а последният е от Пловдив, от книжарницата на Христо Г. Данов. Атанас Павлов получава дарения от Екзархията и редица български общини, читалища, дружества и частни дарители в градовете Цариград, Тулча, София, Скопие, Самоков, Щип, Видин, Свищов, Кюстендил, Пазарджик. Сред дарителите са още Крива паланка, българите от Галац и Браила, Рилският манастир и други. До 11 юли 1874 година са събрани общо 10158 гроша. След тази дата обиколката му продължава. Из между новите дарители за българското училище в Мелник се нареждат Шумен, Габрово, Чирпан, Калофер, Клисура, Копривщица, Пирдоп, Панагюрище, Пещера, Брацигово, Казанлък, Пловдив и други. Сред частните благодетели личат имената на Кръстю Пишурка, Димитър Бисеров, Евлоги Георгиев, Петър Бонев. Мисията на Атанас Павлов завършва твърде резултатно. Събраната сума достига 19500 гроша без стойността на вестниците, книгите и другите материали. На 14 септември 1874 година той представя точен отчет пред общината за събраните суми. Чрез цариградския вестник „Век“, общината отправя публична благодарност към дарителите.
През 1883 година общината решава да признае патриаршеския митрополит Прокопий Мелнишки за свой владика. В замяна на това той разрешава на българите да имат свои училища. Патриаршията го извиква в Цариград като синодален член, но всъщност смята да го свали от митрополитския трон. По този повод общината изготвя протест в който се казва, че ако Прокопий не се върне обратно в Мелник, населението ще премине на страната на Екзархията. Патриаршията се отказва да отстрани Прокопий от Мелник.
От 1871 година председател на Мелнишката българска община е Хаджи поп Димитър. Костадин Попстоянов е член на общинското ръководство, а от 1878 година е неин председател. От 1892 година иконом Стоян Гайгуров е председател на българската община и архиерейски наместник на Българската екзархия в Мелник. На 19 март 1895 година в града е открит български параклис „Св. св. Кирил и Методий“, където Гайгуров води първата служба.
В 1895 година в Мелник идва да преподава първата българска учителка Зоица Златинова, възпитаничка на Солунската българска девическа гимназия. Преподава в града до 1897 година. Златинова развива широка дейност по привличане на девойки в образователната система и работи усърдно с родителите, за да преодолее грешното разбиране за мястото на момичетата в образованието. Нейните усилия поставят началото на традиция на борба за развитие и разширяване на образованието сред момичетата в Мелник в края на XIX и началото на XX век, продължена от следващите учителки в Мелник, също възпитанички на българската девичска гимназия в Солун, сред които са Мария Попхристова от Дойран, Роса Георгиева от Велес, Тодорка Георгиева от Битоля, Мария Попкостова от Дойран, Мария Богданова от Прилеп и Злата Патронева от Дебрене. През учебната 1900/1901 година в Мелник преподават Димитър Поптомов (главен учител), Симеон Михайлов и Тодорка Георгиева.
След Младотурската революция в 1908 година за председател на общината и екзархийски наместник в Мелник e избран свещеник Никола Шкутов, който в 1910 година е сменен от свещеник Сава Попов. Други изтъкнати общински членове са свещеник Димитър Икономов и хаджи Мильо Иванов.
- Писмо от управляващия Мелнишката българска митрополия свещеник Сава Попов до архиерейския наместник в Петрич, 22 май 1912 г.